# Ракетохвостые попугаи
Ракетохвостые попугаи (лат. Prioniturus) — род птиц из семейства Psittaculidae.

## Внешний вид
Попугаи рода имеют особую отличительную черту — центральные перья их хвоста по сравнению с остальными перьями удлинены, и выглядят как длинная гладкая палка с «ракеткой», имеющей вид маленькой лопаточки на конце (отсюда название).

## Распространение
Обитают на островах Индонезии и Филиппинах.

## Классификация
Международный союз орнитологов включает в род 10 видов:
- Prioniturus discurus (Vieillot, 1822) — Синешапочный ракетохвостый попугай
- Prioniturus flavicans Cassin, 1853 — Красношапочный ракетохвостый попугай
- Prioniturus luconensis Steere, 1890 — Лусонский ракетохвостый попугай
- Prioniturus mada E. Hartert, 1900 — Буруйский ракетохвостый попугай
- Prioniturus mindorensis Steere, 1890
- Prioniturus montanus Ogilvie-Grant, 1895 — Горный ракетохвостый попугай
- Prioniturus platenae W. Blasius, 1888 — Синеголовый ракетохвостый попугай
- Prioniturus platurus (Vieillot, 1818) — Желтошейный ракетохвостый попугай
- Prioniturus verticalis Sharpe, 1893
- Prioniturus waterstradti Rothschild, 1904